# Jan Graubner
Jan Graubner (Brno, 1948. augusztus 29. –) cseh katolikus pap, prágai érsek.

## Pályafutása
1973. június 23-án szentelték pappá.

### Püspöki pályafutása
1990. március 17-én olomouci segédpüspökké és tagariai címzetes püspökké nevezték ki. április 7-én szentelte püspökké František Vaňák olomouci érsek, Vojtěch Cikrle és Karel Otčenášek püspökök segédletével.
1992. szeptember 28-án olomouci érsekké nevezték ki.
2022. május 13-án Ferenc pápa kinevezte a Prágai főegyházmegye érsekévé.